# Chụp cộng hưởng từ Primovist
Chụp cộng hưởng từ Primovist (MRI Primovist) là một phương pháp khảo sát gan tiên tiến nhất thế giới hiện nay. Phương pháp này được phát triển bởi Bayer HealthCare Pharmaceuticals, đây là một kỹ thuật cộng hưởng từ cao cấp giúp tầm soát rất sớm các ung thư gan có kích thước nhỏ hơn 10mm và khẳng định bản chất ung thư gan không cần phải chọc kim sinh thiết gan .

## Tình trạng ung thư gan tại Việt Nam
Ung thư gan xếp thứ ba trong nhóm ung thư gây tử vong trên thế giới. Trong đó dạng ung thư biểu mô tế bào gan là hay thường gặp nhất, chiếm khoảng 80% các ca bệnh. Nguyên nhân dẫn đến ung thư gan ở người Việt Nam chủ yếu do nhiễm siêu vi viêm gan C và siêu vi viêm gan B dẫn đến tình trạng xơ hóa và đột biến tế bào gan. Mỗi năm cả nước có thêm 10.000 ca ung thư gan mới được phát hiện và hầu như được phát hiện ở các giai đoạn muộn của bệnh . Do đó tỷ lệ sống sau 5 năm chỉ khoảng 10% .
Ung thư gan thường không có biểu hiện và không có triệu chứng rõ ràng ở giai đoạn sớm nên đa số bệnh nhân đến bệnh viện trong tình trạng giai đoạn trễ. Nước ta là vùng có tỉ lệ nhiễm siêu vi viêm gan B, C và dùng rượu bia nhiều nhất thế giới nên Việc tầm soát và chẩn đoán ra ung thư gan giai đoạn sớm là việc làm quan trọng .

## Phương pháp MRI Primovist gan
Acid Gadoxetic là một chất nằm trong thuốc Primovist, sau khi tiêm vào cơ thể thì tế bào gan bình thường sẽ hấp thụ chất này thông qua hai kênh OATP1B1 và OATP1B3 sau đó chuyển hóa chất này rồi đào thải nó một cách tự nhiên vào đường mật thông qua kênh MRP2. 

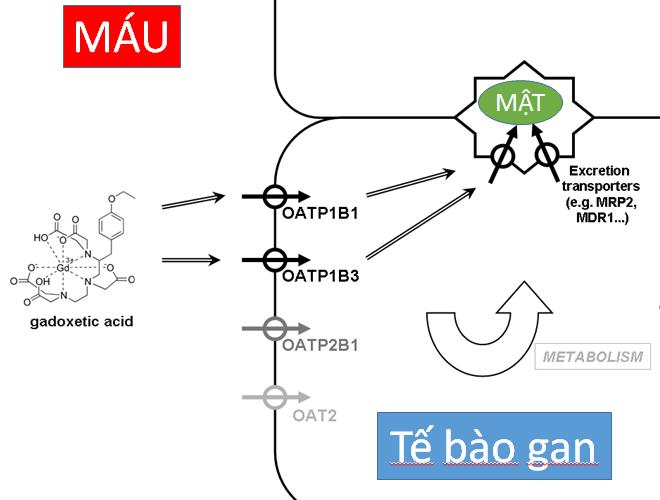
MRI ĐỘNG HỌC PRIMOVIST

Nếu như tế bào gan mà không hấp thu và chuyển hóa chất này thì tế bào gan đó đã bị mất chức năng ở tại bơm OATP1B1 và OATP1B3 tùy theo mức độ trên biểu đồ phân tích các bác sĩ chẩn đoán hình ảnh sẽ hướng đến là suy chức năng tế bào gan hoặc ung thư tế bào gan. Điều đặc biệt là ung thư gan hầu như trên 90% là hoàn toàn không thể hấp thu và chuyển hóa dược chất này. Điều này là cực kỳ quan trọng giúp ích rất nhiều cho các bệnh nhân viêm gan siêu vi B, C lâu năm và xơ gan, vì trên các đối tượng này các nguy cơ ung thư rất cao nếu được tầm soát và phát hiện ung thư gan sớm sẽ giúp cải thiện chất lượng cuộc sống và tuổi thọ . 

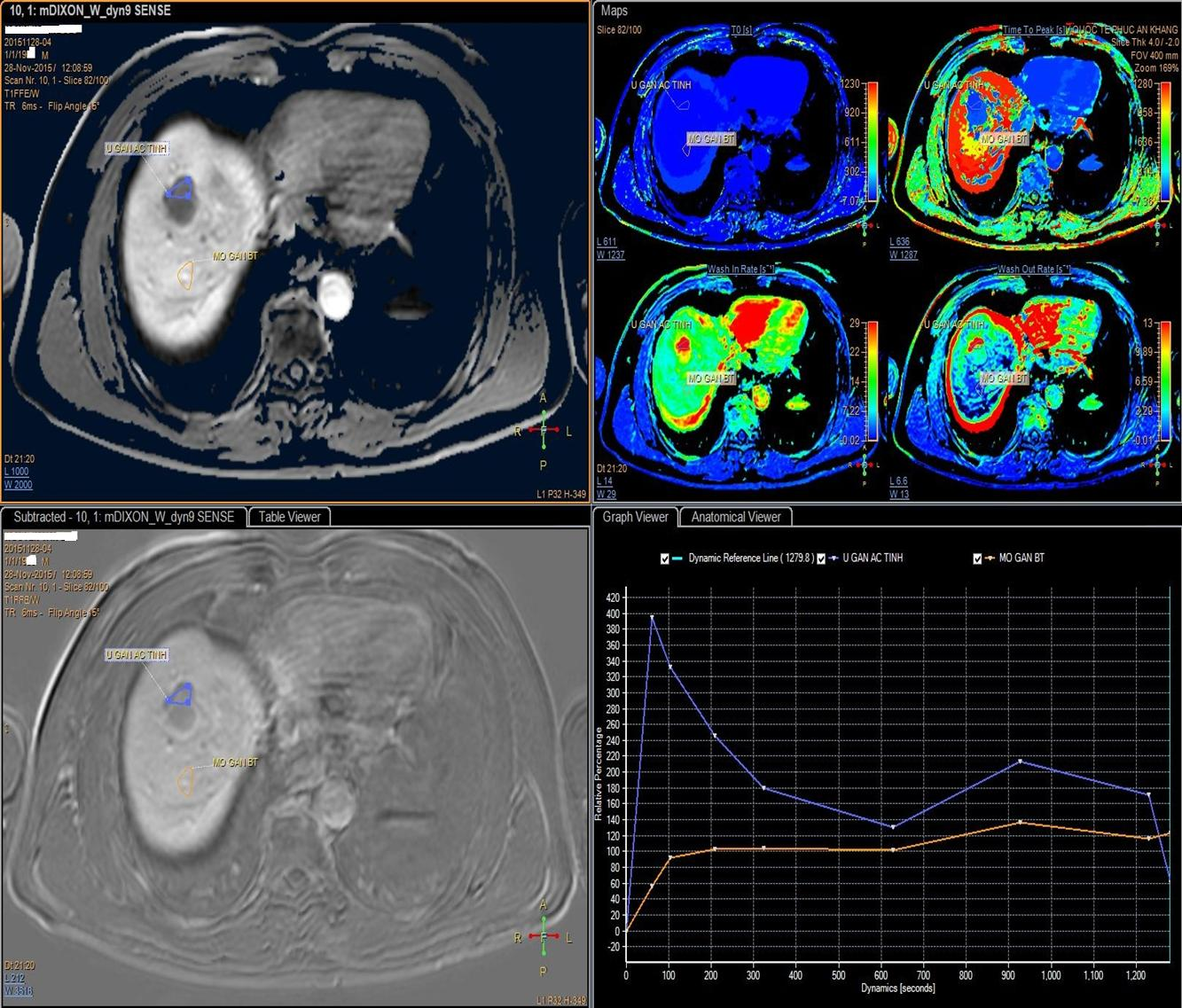
MRI PRIMOVIST ĐỘNG HỌC UNG THƯ GAN

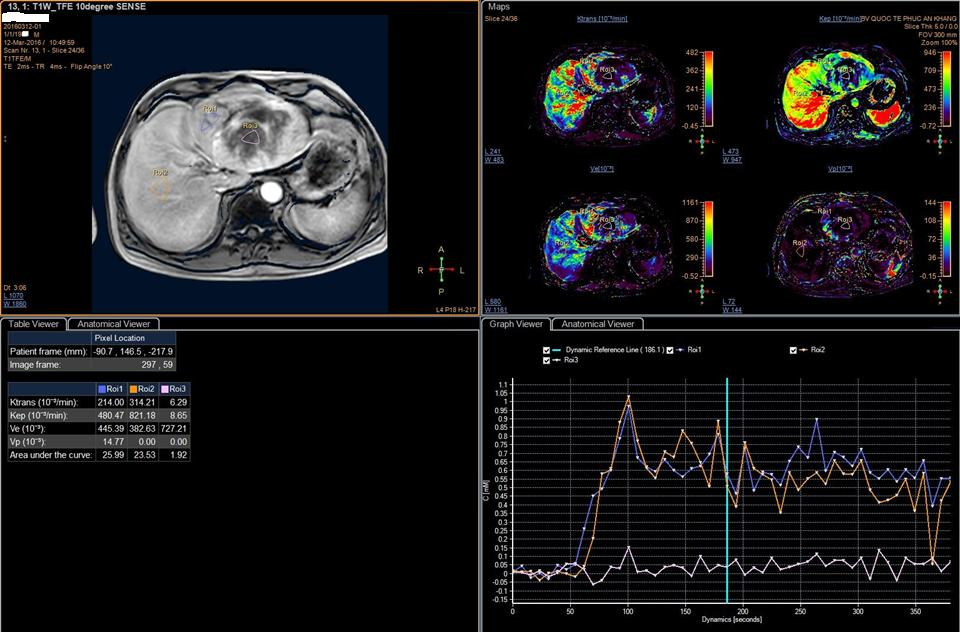
MRI PRIMOVIST ĐỘNG HỌC U GAN LÀNH

Phương pháp MRI Primovist gan rất phổ biến tại các quốc gia có nền y học tiên tiến như Hoa Kỳ, liên minh châu Âu, Hàn Quốc, Nhật Bản,...hằng năm số lượng bệnh nhân nghi ngờ mắc ung thư gan sớm hoặc cần khẳng định bản chất ung thư gan không cần sinh thiết bằng phương pháp này lên đến hàng trăm nghìn trường hợp. Nhiều trường hợp đã chụp cắt lớp vi tính và cộng hưởng từ thông thường vẫn sẽ phải làm sinh thiết gan để khẳng định, nhưng việc này rất khó đối với các khối ung thư gan có kích thước nhỏ hơn 20mm và khi chọc kim sinh thiết đối với các trường hợp này vẫn có một số rủi ro như chảy máu và rách gan. Kể từ khi có dược chất Gadoxetic acid ra đời thì số ca cần phải sinh thiết đã giảm xuống đáng kể .